# Murakumo: Renegade Mech Pursuit
Pour les articles homonymes, voir Murakumo (homonymie).
Murakumo: Renegade Mech Pursuit est un jeu vidéo de simulation de mecha développé et édité par FromSoftware, sorti en 2003 sur Xbox.

## Accueil
- Jeux Vidéo Magazine : 6/20[1]
- GameSpot : 3,4/10[2]